# Eleccions a les Corts de Castella - la Manxa de 1995
Les eleccions a les Corts de Castella - la Manxa de 1995 es van celebrar a Castella - la Manxa el diumenge, 28 de maig, d'acord amb el Decret de convocatòria realitzat el 3 d'abril de 1995 i publicat al Diari Oficial de Castella - la Manxa el dia 4 d'abril. Es van elegir 47 diputats per a la quarta legislatura de les Corts de Castella - la Manxa (10 a Albacete, 11 a Ciudad Real, 8 a Conca, 7 a Guadalajara i 11 a Toledo).

## Resultats
Tres candidatures van obtenir representació: el Partit Socialista Obrer Espanyol va obtenir 483.888 vots (24 diputats), el Partit Popular 469.127 vots (22 diputats) i Esquerra Unida 80.482 vots (1 diputat). Els resultats complets es detallen a continuació:
| Candidatura                                 | Candidatura                                 | Albacete | Ciudad Real | Conca   | Guadalajara | Toledo  | Total     | %                     | Esc.                  |
| ------------------------------------------- | ------------------------------------------- | -------- | ----------- | ------- | ----------- | ------- | --------- | --------------------- | --------------------- |
|                                             | Partit Socialista Obrer Espanyol            | 96.565   | 136.243     | 62.718  | 36.561      | 151.801 | 483.888   | 4.570,00              | 24                    |
|                                             | Partit Popular                              | 93.843   | 124.181     | 65.121  | 47.169      | 138.813 | 469.127   | 4.430,00              | 22                    |
|                                             | Esquerra Unida                              | 22.475   | 22.346      | 6.393   | 9.226       | 20.042  | 80.482    | 760,00                | 1                     |
| Partit Regional de Castella - la Manxa      | Partit Regional de Castella - la Manxa      | 747      | 1.313       | 303     | 109         | 649     | 3.121     | 29,00                 | 0                     |
| Unió Centrista                              | Unió Centrista                              | 618      | 1.251       | n/a     | 513         | 1.186   | 3.568     | 34,00                 | 0                     |
| Terra Comunera-Partit Nacionalista Castellà | Terra Comunera-Partit Nacionalista Castellà | 245      | 328         | 374     | 170         | 289     | 1.406     | 13,00                 | 0                     |
| Acció per la Comarca de Talavera            | Acció per la Comarca de Talavera            | 237      | 359         | 87      | 62          | 1.270   | 2.015     | 19,00                 | 0                     |
| Falange Espanyola de les JONS               | Falange Espanyola de les JONS               | n/a      | n/a         | n/a     | 171         | 327     | 498       | 5,00                  | 0                     |
| Unitat Regional Independent                 | Unitat Regional Independent                 | n/a      | n/a         | n/a     | n/a         | 391     | 391       | 4,00                  | 0                     |
| Partit Regionalista de Guadalajara          | Partit Regionalista de Guadalajara          | n/a      | n/a         | n/a     | 543         | n/a     | 543       | 5,00                  | 0                     |
| Els Verts-Grup Vert                         | Els Verts-Grup Vert                         | n/a      | n/a         | n/a     | n/a         | 1.474   | 1.474     | 14,00                 | 0                     |
| Unió del Poble Conquenc                     | Unió del Poble Conquenc                     | n/a      | n/a         | 720     | n/a         | n/a     | 720       | 7,00                  | 0                     |
| Unió d'Independents de Guadalajara          | Unió d'Independents de Guadalajara          | n/a      | n/a         | n/a     | 513         | n/a     | 513       | 5,00                  | 0                     |
| Vots en blanc                               | Vots en blanc                               | 2.464    | 2.822       | 1.458   | 1.521       | 2.863   | 11.128    | 105,00                | n/a                   |
| Vots vàlids                                 | Vots vàlids                                 | 217.194  | 288.843     | 137.174 | 96.558      | 319.105 | 1.058.874 | 100,00                | 47                    |
| Vots nuls                                   | Vots nuls                                   | 1.449    | 2.273       | 922     | 655         | 2.398   | 7.697     | Participació: 78,83 % | Participació: 78,83 % |
| Votants                                     | Votants                                     | 218.643  | 291.116     | 138.096 | 97.213      | 321.503 | 1.066.571 | Participació: 78,83 % | Participació: 78,83 % |
| Electors                                    | Electors                                    | 280.154  | 379.915     | 167.656 | 125.151     | 400.071 | 1.352.958 | Participació: 78,83 % | Participació: 78,83 % |

## Diputats escollits
Relació de diputats proclamats electes:
|  | Nom                                | Llista | Circumscripció |
|  | ---------------------------------- | ------ | -------------- |
|  | Fernando López Carrasco            | PSOE   | Albacete       |
|  | Gabriel Martínez Paños             | PP     | Albacete       |
|  | Eugenio Sánchez García             | PSOE   | Albacete       |
|  | Lucrecio Serrano Pedroche          | PP     | Albacete       |
|  | Jesús Alemán Postigo               | PSOE   | Albacete       |
|  | Pedro José García Gómez            | PP     | Albacete       |
|  | Manuel Pérez Castell               | PSOE   | Albacete       |
|  | María Josefa Andújar Tomás         | PP     | Albacete       |
|  | José Molina Martínez               | IU     | Albacete       |
|  | Fructuoso Díaz Carrillo            | PSOE   | Albacete       |
|  | José María Barreda Fontes          | PSOE   | Ciudad Real    |
|  | Daniel Almansa García              | PP     | Ciudad Real    |
|  | Nemesio de Lara Guerrero           | PSOE   | Ciudad Real    |
|  | Pedro Peral Martín                 | PP     | Ciudad Real    |
|  | María Rosario Tapia Aragonés       | PSOE   | Ciudad Real    |
|  | María Pilar Ayuso González         | PP     | Ciudad Real    |
|  | Anastasio López Ramírez            | PSOE   | Ciudad Real    |
|  | Domingo Triguero Expósito          | PP     | Ciudad Real    |
|  | Mario Mansilla Hidalgo             | PSOE   | Ciudad Real    |
|  | José Manuel Rodríguez Carretero    | PP     | Ciudad Real    |
|  | Consuelo Ramírez Liñán             | PSOE   | Ciudad Real    |
|  | Marina Moya Moreno                 | PP     | Conca          |
|  | Francisco Juan Moya Martínez       | PSOE   | Conca          |
|  | Miguel Ángel Monserrat Puig        | PP     | Conca          |
|  | Luis Ayllón Oliva                  | PSOE   | Conca          |
|  | Rogelio Pardo Gabaldón             | PP     | Conca          |
|  | María Mercedes Boch Martínez       | PSOE   | Conca          |
|  | Rafael Emilio Martínez Morazo      | PP     | Conca          |
|  | Luis Muelas Lozano                 | PSOE   | Conca          |
|  | Albertina Oria de Rueda Salguero   | PP     | Guadalajara    |
|  | Antonio Marco Martínez             | PSOE   | Guadalajara    |
|  | José Ignacio Echániz Salgado       | PP     | Guadalajara    |
|  | María Jesús García García          | PSOE   | Guadalajara    |
|  | Pedro Fernández Fernández          | PP     | Guadalajara    |
|  | Luis Santiago Tierraseca           | PSOE   | Guadalajara    |
|  | María Ángeles Font Bonmatí         | PP     | Guadalajara    |
|  | José Bono Martínez                 | PSOE   | Toledo         |
|  | José Manuel Molina García          | PP     | Toledo         |
|  | Joaquín Manuel Sánchez Garrido     | PSOE   | Toledo         |
|  | Gonzalo Payo Subiza                | PP     | Toledo         |
|  | María del Carmen Blázquez Martínez | PSOE   | Toledo         |
|  | José Antonio Rodríguez Trujillo    | PP     | Toledo         |
|  | José Miguel Camacho Sánchez        | PSOE   | Toledo         |
|  | Blas Felipe Fernández Sánchez      | PP     | Toledo         |
|  | Gustavo Figueroa Cid               | PSOE   | Toledo         |
|  | César Gómez Benayas                | PP     | Toledo         |
|  | Navitividad Martínez Argumánez     | PSOE   | Toledo         |